# 周氏角蟾
周氏角蟾（学名：Jingophrys zhoui）一种于中华人民共和国西藏自治区墨脱县发现的两栖动物，隶属于角蟾科异角蟾属。种加词取自南京师范大学生命科学学院教授周开亚的姓氏，已纪念其对中国两栖动物研究的贡献。本种发表时被归入角蟾属（Megophrys），2021年有研究人员将其归入异角蟾属（Xenophrys），2023年又被归入靖角蟾属。

## 形态特征
周氏角蟾体型较小，雄蟾体长23毫米，雌蟾23.5～23.9毫米。身体皮肤比较光滑，背部呈橙褐色，具有橘红色小痣粒组成的肤棱；两眼之间为三角形肤棱；两肩之间具“Y”形肤棱，其后端与背部的“W”形肤棱相接；前腹橙褐色，渲染有数个淡橘色点；下腹白色，具数个清晰橘红点；腹部两侧具棕色宽纹。

## 保护
本种于2023年被收录入《有重要生态、科学、社会价值的陆生野生动物名录》。